# Бубио
Бубио (итал. Bubbio) је насеље у Италији у округу Асти, региону Пијемонт.
Према процени из 2011. у насељу је живело 499 становника. Насеље се налази на надморској висини од 231 м.

## Становништво
| 1936. | 1951. | 1961. | 1971. | 1981. | 1991. | 2001. | 2011. |
| ----- | ----- | ----- | ----- | ----- | ----- | ----- | ----- |
| 1.584 | 1.449 | 1.206 | 1.024 | 1.039 | 936   | 935   | 912   |